# ويليام سميلي (طبيب توليد)
كان ويليام سميلي (5 فبراير 1697 - 5 مارس 1763) أخصائيًا في طب التوليد ومدربًا طبيًا أسكتلندي الأصل وقد مارس الطب وعلّمه بشكل أساسي في لندن. كان سميلي واحدًا من أوائل الذكور العاملين في القبالة في بريطانيا، إذ نجح في تصميم نسخة محسنة من ملقط الولادة، واستطاع تأسيس ممارسات أكثر أمانًا لعملية الولادة بالإضافة إلى الدور الهام لتعاليمه وكتاباته في مساعدة أطباء التوليد الآخرين على اكتساب أساس علمي أفضل لممارساتهم. غالبًا ما يُشار إليه باسم «أبو القبالة البريطانية».
الجدل حوله
في عام 2010، شكك دون شيلتون، الذي يصف نفسه بالمؤرخ، بالنهج المستخدمة في أبحاث سميلي. في مجلة الجمعية الملكية للطب، اقترح شيلتون أن سميلي، إلى جانب معاونه، الذي أصبح منافسه لاحقًا، ويليام هنتر، مسؤولان عن عدد من جرائم قتل النساء الحوامل التي اقترفاها من أجل الوصول إلى الجثث واستخدامها في التشريح والتجارب الفيزيولوجية. نظرًا إلى انعدام التكافؤ بين العرض والطلب على الجثث، كان على العلماء اللجوء إلى وسائل أخرى للحصول على الجثث، وغالبًا ما كانت هذه الوسائل غير قانونية. أشار شيلتون إلى استخدام هذين الطبيبين ما يُطلق عليه في الوقت الحالي اسم «البوركية»، نسبة إلى القاتل ويليام بورك، الذي قتل 16 شخص بالتواطؤ مع ويليام هير، ليعمل الاثنان في بيع جثث القتلى لعالم التشريح د. روبرت نوكس. أشار شيلتون إلى أن طريقة سرقة القبور غير كافية لأطباء التوليد إذ لا يمكنهم من خلالها الوصول إلى نوع الأنسجة المحدد المطلوب من أجل إجراء الاختبارات والتشريح. في عام 1755، ظهرت بعض الشكوك المتعلقة بكيفية وصول سميلي إلى الجثث. أتت غالبية هذه الاتهامات من منافسيه، وخوفًا من المحاكمات وحتى الإعدام، أوقف سميلي عمله لسنوات عديدة في محاولة للتخلص من الشكوك المثارة حوله.
لاقت افتراضات شيلتون انتقاد العديد من المؤرخين الطبيين الذين أشاروا إلى إفادة بيتر كامبر الموجودة بالفعل من عام 1761 التي قال فيها إن الأرقام الواردة في عمل سميلي رصف من الجداول التشريحية «لا تستند بأكملها إلى الحياة الحقيقية»، ومن المرجح وجود العديد من الطرق الأخرى، غير القتل، التي أمكن استخدامها في ذلك الوقت للحصول على جثث النساء الحوامل المتوفيات حديثًا.
أشارت هيلين كينغ إلى دور رد فعل وسائل الإعلام والإنترنت على منشور شيلتون في «إثارة تساؤلات جديدة حول كيفية توليد التاريخ الطبي، وعرضه وتقييمه في وسائل الإعلام، وعلى وجه التحديد على الإنترنت».